# Ексодус (судно)
«Ексо́дус» (англ. Exodus 1947, букв. — «Вихід») — корабель, який перевіз 4 500 євреїв під час імміграції з Франції до Британського мандату в Палестині 11 липня 1947 року. Найбільш відомий через те що допомагав вивозити євреїв які вижили під час Голокосту, які не мали легальних документів про імміграцію для Палестини. Корабель був підданий нападу британців у міжнародних водах, загинули чотири пасажири і було поранено понад 100. Корабель прибув до Хайфи, де його чекали тюремні кораблі та поліція, щоб повернути євреїв у табори біженців в Європі.
Корабель раніше використовував як торговельний, кишеньковий корабель SS Президент Warfield  компанією Baltimore Steam Packet Company. З моменту виведення судна на воду з 1928 по 1942 рік він здійснював перевезення пасажирів та вантажів між Норфолком та Балтимором у США. Під час Другої світової війни він служив і Королівському флоту, і ВМС США; для останнього діяв під назвою  'USS' 'Президент Warfield' '(IX-169)' .

## Передісторія
Після Другої Світової Війни, 250 000 європейських євреїв, які жили в таборах переміщених осіб в Німеччині та Австрії, перебували часто в суворих умовах. Згодом сіоністські організації розпочали створення нелегальної мережі, відомої під назвою «Бріха» (בְּרִיחָה‏, на івриті «Втеча»), яка перемістила тисячі євреїв з таборів в порти на Середземному морі, щоб потім їх відправити до Палестини на кораблях. Це було частиною того, що отримало назву Алія Бет або «друга імміграція», яка являла собою серію спроб євреїв-європейців іммігрувати незаконно до Палестини як під час так і після Другої світової війни.
Спочатку європейські євреї самостійно організовували перевезення до Палестини. Пізніше вони просили та отримували фінансову та іншу допомогу від співчуваючих в багатьох куточках світу. Човни були в основному укомплектовані добровольцями з США, Канади та Латинської Америки. Більш ніж 100 000 людей попробувати нелегально вирішувати до Палестини та стали частиною Алії Бет.
Британці, які тоді були управлінцями Палестини, різко виступили проти такої масштабної імміграції. Через великі темпи та надзвичайну велика кількість переміщених осіб, яким допомагали американські, французькі та італійські чиновники, часто влада закривали очі на ситуацію, проте британські чиновники пробували обмежувати рух до інтернування біженців у табори.
У 1945 році британці підтвердили довоєнну політику, що обмежувала єврейську імміграцію в Палестину, яка була запроваджена після притоку чверті мільйона євреїв, що втікали від нацистських репресій та загального підйому нацизму та антисемітизму в світі в 1930-х роках і були основною причиною Арабського бунту 1936—1939 рр. в Палестині. Коли влада зрозуміла усі масштаби міграції, тоді британці підготували масивну морську і військову силу, щоб повернути біженців назад. Більше половини з 142 рейсів були відправлені назад або перервані британськими патрулями, а більшість перехоплених іммігрантів були направлені до таборів інтернованих на Кіпрі, та табору ув'язнених Атліту в Палестині та до Маврикію. Близько 50 000 людей опинилися в таборах, більше 1600 потонули в морі, і лише кілька тисяч людей фактично добралися до Палестини.
З 64 суден, які здійснили рейси під час Алії Бет, «Exodus 1947» був найбільшим, що містив 4515 пасажирів — це була найбільша кількість колишніх нелегальних іммігрантів які прибули до Палестини. Його ім'я та історія отримали велику міжнародну увагу, багато в чому, зокрема в розсилках від американської журналістки Рут Грубер корабель завдячує своїй славі та широкій увазі.
Дана подія сталася в кінці Алії Бет і міграції відбувалися до кінця британського мандату. Через деякий час Британія вийшла зі своїх колишніх володінь і була створена нова держава Ізраїлю. Історики кажуть, що «Exodus 1947» допоміг об'єднати єврейську громаду Палестини та біженців, що пережили Голокост в Європі, а також значно поглибити міжнародну симпатію до важких подій, що відбулися під час Голокосту, та допомогли створити підтримку ідеї єврейської держави. One called the story of the Exodus 1947 a «spectacular publicity coup for the Zionists.»

## Рейс до Палестини
Відповідно до думки Ізраїльського історика Авіва Халаміша, судно Exodus 1947 ніколи не мало на меті «причалювати до берегів Палестини», а скоріше «відкрито пробиватися через блокаду, ухиляючись і швидко переміщаючись, прямуючи до піщаного берега і випускаючи з судна вантаж іммігрантів на пляжі». Корабель був занадто великим і було майже неможливо і незвично щоб залишатися непоміченим.
Дійсно, навіть коли люди почали заходити на корабель у порту Сет поблизу Монпельє, літак британських Повітряних сил помітив судно і британці чекали на нього вже біля берегів Палестини разом зі своїм флотом. Exodus 1947 покинув Сетміж 2 та 4 годиною 11 липня , 1947 року. він покинув порт під прапором Гондурасу та мав прийти в Стамбул На його борту було 4,515 пасажирів включаючи 1,600 чоловіків, 1,282 жінок, та 1,672 дітей і підлітків. Пальмах (один з підрозділів Хагани) керував діями човну, шкіпером судна був Іке Арановіч. а комісар від Хагани Йоші Харель був капітаном. Також на човні відпливла команда з 35 американських волонтерів.
Коли судно вийшло з порту, «Exodus» супроводжувався шлюпом HMS  Mermaid  і одним з літаків RAF. Пізніше його охорона була полегшене есмінцем HMS  Cheviot .
У перший вечір свого плавання «Exodus» повідомив, що есмінці намагалися з ним спілкуватися, але не відповіли. Через свою подорож з судном пройшли від одного до п'яти британських есмінців, а також літак і крейсер.
Під час подорожі люди на «Exodus» готувалися до перехоплення х боку Британії. Корабель був розділений на розділи, за які відповідали різні укомплектовані групи, і кожна з них проходила практичні заняття по відбиттю атак та опору.
Корабель було завантажено достатньою кількістю провізії протягом двох тижнів. Пасажирам було дано приготоване харчування, гарячі напої, суп і один літр питної води щодня. Вони проживали їде у солоній воді. На кораблі було лише 13 санвузлів. Британський військовий лікар, який оглянув корабель після бою, сказав, що він сильно перевантажений, але гігієна була задовільною, і корабель виявився добре підготовленим до битви. Кілька дітей народилися під час тижневої мандрівки. Одна жінка, Паула Абрамович, померла під час пологів. Через кілька тижнів в Хайфі помер і її син.
Британці нарешті помітили корабель 18 липня, деякі з відстані 20 морських миль (40 км) з палестинського берега. Висадитись на суші було важко, і цю місію поставили під сумнів пасажири та члени Хагани.

Один член екіпажу, другий офіцер, американець волонтер Махалю, Білл Бернстайн, загинув після того, як в нульову палату влучив снаряд. Два пасажира загинули від вогнепальних поранень. Два британських моряки були вилікувані пізніше від переломаної лопатки, один — від травми голови та розпухлого вуха. Близько десяти пасажирів «Exodus» та екіпажу лікувалися від легких ушкоджень, які виникли внаслідок посадки, та близько 200 пацієнтів лікувалися від різних хвороб та ушкоджень.
Через високу відомість корабля емігрантів «Exodus 1947» британський уряд вирішив, що емігранти повинні бути депортовані до Франції. Міністр закордонних справ Ернест Бевін запропонував це, і його запит був переданий генералу пану Арану Каннінгему, Верховному комісару з питань Палестини, який погодився з планом після консультації з флотом. До цього перехоплені іммігранти були поміщені в табори інтернованих на Кіпрі, який тоді був британською колонією. Ця нова політика повинна була бути сигналом як для єврейської спільноти, так і для європейських країн, які допомагали імміграції, що все, що вони направляють до Палестини, буде відіслано їм.
Не тільки слід чітко встановити принцип повернення що застосовується до іммігрантів, але це буде найбільш непривабливим для організаторів цього руху, якщо іммігранти … в кінцевому підсумку повернуться звідки вони прийшли .

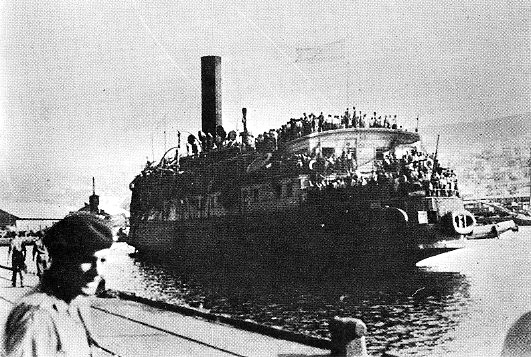
Exodus, колишній President Warfield, прибуває до Хайфи фото британського адміралтейства

### Повернення до Франції
Британці відправили корабель у порт Хайфи, де йоги пасажирів перевели до трьох інших морських кораблів з метою депортувати їх назад на цих на кораблях .
Учасниками заходу були члени UNSCOP. 19 липня ці кораблі покинули Хайфську гавань і вирушили до Порт-де-Бука. Міністр закордонних справ Бевін наполягав на тому, щоб французи знову прийняли свій корабель, а також його пасажирів.
Коли судна прибули до Пор-де-Бука, що біля Марселя 2 серпня, французький уряд заявив, що це дозволить висадити пасажирів лише в тому випадку, якщо самі пасажири захочуть. зробити це добровільно. Агенти «Хагани», як на борту кораблів, так і на вході в корабель та поза ним з гучномовцями, закликали пасажирів не висаджуватися на березі Франції.
Таким чином, емігранти відмовилися висадитися і французи відмовилися співпрацювати з урядом Британії проти вимушеної висадки. Британці вирішили що найкращим варіантом є повернення пасажирів до Німеччини. Розуміючи, що вони не були пов'язані з Кіпром, емігранти провели цілодобове голодування та відмовилися співпрацювати з британською владою. Протягом цього часу єврейські представники заохочували пасажирів протистояти англійцям і звинувачували їх в образах та нехтування прав.
Але британський уряд не мав наміру підтримувати або розслабити свою політику. Висвітлення в засобах масової інформації конкурсу волі надав тиск на британців, щоб знайти рішення. Питання також було звернуто до уваги членів Спеціального комітету Організації Об'єднаних Націй з питань Палестини — (UNSCOP), яка обговорювала питання біженців в Женеві. Три тижні, протягом тривалого часу в'язнів на кораблях тримали у складних умовах, відмовляючись від альтернативних пропозицій щоб, кораблі були відправлені до Гамбургу, Німеччина, яка була тоді під окупацію союзників. Британія пропонувала відправити кораблі через свою зону окупацію в Німеччині.

### Оазис
Документи, в британських архівах, показують, що після багатьох пошуків та переглянутих варіантів британці прийшли до висновку, що єдине місце, в яке вони могли б відправити євреїв, була в зона післявоєнної Німеччини, контрольована британцями, де вони могли б тримати їх в таборах та відгородити від них екстремістів.
Згодом урядовці зрозуміли, що повернення пасажирів «Exodus 1947» до таборів у Німеччині підіймає великий громадський протест, однак вони прийшов до висновку, що Німеччина є єдиною територією під своїм контролем, яка могла б негайно прийняти та вмістити таку кількість людей.

## В культурі
- У 1958, книжка Вихід[en] написана Джоном Урісом, в основу сюжету поклала історію корабля, коли книга була опублікована, тоді корабель Exodus не тотожний дійсному кораблю вперше саме носив таку назву Згодом «справжній» Exodus був перейменований.

- У 1960, вийшов фільмВихід вироблений Отто Премінґером і зрежисований Полом Ньюманом, він базується на новацій що вийшла перед ним.

- У 1997, вийшов документальний фільм Exodus 1947 [Архівовано 13 травня 2018 у Wayback Machine.], виробництва Елізабет Роджерс та Роббі Хенсона при підтримці Morley Safer, і був показаний на національному телебаченні в США на PBS .[25]